# 漢律
漢律是汉代法律的总称，最早是萧何制定的《九章律》，後來加上叔孙通《傍章》十八篇﹐张汤《越宫律》二十七篇，還有赵禹《朝律》六篇。漢朝法律形式又有律、令、科、比四种。
刘邦以为秦法烦苛，與秦人约法三章，只保留「殺人者死、傷人及盜抵罪」三條。後來萧何在秦代旧律的盗﹑贼﹑囚﹑捕﹑杂﹑具六篇外，又增户﹑兴﹑厩三篇，形成《九章律》。程树德《九朝律考·汉律考序》：“ 汉萧何作《九章律》，益以叔孙通《傍章》十八篇及张汤《越宫律》二十七篇，赵禹《朝律》六篇，合六十篇，是为《汉律》。”此外漢文帝朝與武帝朝又有《左官律》、《酎金律》、《上计律》、《田租税律》、《推恩令》、《阿党附益法》、《沈命法》等單行法规或诏令的推出。
漢律今多佚失。但中國歷代律法皆深受漢律影響，如《大清律》中的“监守自盗”罪，即滥觞于汉律的“主守盗罪”。沈家本有《汉律摭遗》。